# Super Bowl XXI
Der Super Bowl XXI war der 21. Super Bowl, das Endspiel der Saison 1986 der National Football League (NFL). Am 25. Januar 1987 standen sich die Denver Broncos und die New York Giants im Rose Bowl Stadium in Pasadena, Kalifornien, gegenüber. Sieger waren die New York Giants bei einem Endstand von 39:20. New Yorks Quarterback Phil Simms wurde zum Super Bowl MVP gewählt.

## Spielverlauf
Super Bowl XXI ist mit insgesamt 59 Punkten bis heute eines der punktreichsten Endspiele der NFL. Die ersten Punkte konnte der Kicker der Broncos, Rich Karlis, mit einem 48-Yard-Field-Goal machen. Beide Teams konnten dann im ersten Viertel je einen Touchdown erzielen. Das zweite Viertel war bis auf einen eher seltenen Safety für die Giants durch einen Quarterbacksack von George Martin punktelos, womit es mit einem Spielstand von 10 zu 9 in die Halbzeitpause ging. In der zweiten Spielhälfte machte die New Yorker Mannschaft vier Touchdowns und ein Field Goal, wobei ein Extrapunktversuch fehlschlug. Die Broncos konnten lediglich noch ein Field Goal und einen Touchdown erzielen, weshalb sie das Endspiel mit 39 zu 20 verloren.

## Schiedsrichter
Hauptschiedsrichter des Spiels war Jerry Markbreit. Er wurde unterstützt vom Umpire Bob Boylston, Head Linesman Terry Gierke, Line Judge Bob Beeks, Field Judge Pat Mallette, Back Judge Jim Poole und Side Judge Gil Mace.